# Assis-sur-Serre
Assis-sur-Serre település Franciaországban, Aisne megyében. Lakosainak száma 203 fő (2022. január 1.). Assis-sur-Serre Chéry-lès-Pouilly, Couvron-et-Aumencourt, Mesbrecourt-Richecourt, Montigny-sur-Crécy, Pouilly-sur-Serre és Remies községekkel határos.

## Népesség
A település népességének változása:
| Lakosok száma | 308  | 244  | 257  | 249  | 249  | 230  | 222  | 214  | 210  | 203  |
|               | 1968 | 1982 | 1990 | 2006 | 2013 | 2015 | 2017 | 2019 | 2020 | 2022 |